# Auguste Vermorel
Auguste-Jean-Marie Vermorel, dit Auguste Vermorel, né le 22 juin 1841 à Denicé (Rhône) et mort le 20 juin 1871 à Versailles (Yvelines), est un journaliste, polémiste, homme politique socialiste sous le Second Empire puis un membre et une figure de la Commune de Paris.

## Biographie
Journaliste, il fonde le journal La Jeune France en 1861. Par la suite, il devient le rédacteur en chef du Courrier français et collabore à la Réforme où il propage les idées socialistes qui lui valent des peines d'emprisonnement. Il publie également Les Hommes de 1848 en 1868, Les Hommes de 1851 et Les Vampires, un pamphlet électoral, en 1869 et Le Parti socialiste en 1870, ainsi que des textes de Danton, de Robespierre et de Marat
Emprisonné par le Second Empire en raison de ses opinions politiques, il est libéré par la proclamation de la République le 4 septembre 1870. Mais il est de nouveau emprisonné pour sa participation au soulèvement du 31 octobre 1870 contre la politique du Gouvernement de la Défense nationale. Après la fin du siège de Paris par les Allemands (septembre 1870 - mars 1871), il se retire en province, mais revient à Paris après le soulèvement communaliste du 18 mars 1871. Le 26 mars, il est élu au Conseil de la Commune par le XVIIIe arrondissement ; il siège à la commission de la Justice, puis à la commission Exécutive et enfin à celle de la Sûreté générale. Il fait paraître deux journaux, L'Ordre et L'Ami du Peuple, chacun arrêté après quatre numéros. Il vote contre la création du Comité de Salut public, faisant partie de la minorité au conseil de la Commune. Pendant la Semaine sanglante, il combat sur les barricades où il est grièvement blessé le 25 mai 1871. Il est transféré comme prisonnier à Versailles, où il meurt lentement faute de soins. Il est enterré au cimetière de Denicé.

### Notices biographiques
- Jules Clère, Les hommes de la Commune : Biographie complète de tous ses membres, Paris, Libraire-éditeur É. Dentu, 1871, xiv-195, 1 vol. in-18 (OCLC 457798492, lire en ligne sur Gallica), p. 179-186
  - Jules Clère, Les hommes de la Commune : Biographie complète de tous ses membres, Paris, Libraire-éditeur É. Dentu, 1871, 4e éd. (1re éd. 1871), vi-215, 1 vol. in-18 (lire en ligne sur Gallica), p. 197-206
- Paul Delion, Les membres de la Commune et du Comité central, Paris, A. Lemerre éditeur, août 1871, 446 p. (lire en ligne sur Gallica), p. 231-237
- Bernard Noël, Dictionnaire de la Commune, Coaraze, L'Amourier éditions, coll. « Bio », avril 2021 (1re éd. 1971), 722 p. (ISBN 978-2-36418-060-4, ISSN 2259-6976, présentation en ligne), p. 779-781
- « Notice Vermorel Auguste, Jean-Marie », sur maitron.fr, Le Maitron, dictionnaire bibliographique du mouvement ouvrier et du mouvement social, Association Les Amis du Maitron (consulté le 17 août 2021)